# Verneuil-en-Bourbonnais
Verneuil-en-Bourbonnais település Franciaországban, Allier megyében. Lakosainak száma 237 fő (2022. január 1.). Verneuil-en-Bourbonnais Bransat, Contigny, Meillard, Monétay-sur-Allier és Saulcet községekkel határos.

## Népesség
A település népessége az elmúlt években az alábbi módon változott:
| Lakosok száma | 329  | 250  | 280  | 253  | 254  | 256  | 244  | 236  | 236  | 237  |
|               | 1968 | 1982 | 1990 | 2006 | 2013 | 2015 | 2017 | 2019 | 2020 | 2022 |